# Julian (Nebraska)
Julian és una població dels Estats Units a l'estat de Nebraska. Segons el cens del 2000 tenia 63 habitants.

## Demografia
Segons el cens del 2000, Julian tenia 63 habitants, 28 habitatges, i 15 famílies. La densitat de població era de 270,3 habitants per km².
Dels 28 habitatges en un 28,6% hi vivien nens de menys de 18 anys, en un 39,3% hi vivien parelles casades, en un 14,3% dones solteres, i en un 46,4% no eren unitats familiars. En el 39,3% dels habitatges hi vivien persones soles el 21,4% de les quals corresponia a persones de 65 anys o més que vivien soles. El nombre mitjà de persones vivint en cada habitatge era de 2,25 i el nombre mitjà de persones que vivien en cada família era de 3,13.
Per edats la població es repartia de la següent manera: un 20,6% tenia menys de 18 anys, un 12,7% entre 18 i 24, un 22,2% entre 25 i 44, un 31,7% de 45 a 60 i un 12,7% 65 anys o més.
L'edat mediana era de 40 anys. Per cada 100 dones de 18 o més anys hi havia 72,4 homes.
La renda mediana per habitatge era de 32.188 $ i la renda mediana per família de 30.000 $. Els homes tenien una renda mediana de 25.000 $ mentre que les dones 16.250 $. La renda per capita de la població era de 19.303 $. Aproximadament el 18,8% de les famílies i el 21,1% de la població estaven per davall del llindar de pobresa.

## Poblacions més properes
El següent diagrama mostra les poblacions més properes.